# Oktiabrskij
Oktiabrskij (ros. Октябрьский, Oktiabr´skij) – miasto w Rosji, w Baszkortostanie, u podnóża Gór Ilmeńskich, nad rzeką Ik.
Liczba mieszkańców w 2020 roku wynosiła 114 100 osób.